# 스프링필드 인디언스
| 스프링필드 인디언스 시러큐스 워리어스 스프링필드 킹스 | |
| 콘퍼런스                                              | |
| 디비전                                                | 이스트 디비전 (1936년~1952년) (1961년~1973년) 노스 디비전 (1973년~1976년) (1977년~1982년) (1988년~1994년) 사우스 디비전 (1982년~1987년) |
| 설립연도                                              | 1935년 |
| 해체연도                                              | 1994년 |
| 역사                                                  | 퀘벡 비버스 (1932년~1935년) 스프링필드 인디언스 (1935년~1951년) 시러큐스 워리어스 (1951년~1954년) 스프링필드 인디언스 (1954년~1967년) 스프링필드 킹스 (1967년~1974년) 스프링필드 인디언스 (1974년~1994년) 우스터 아이스캐츠 (1994년~2005년) 피오리아 리버멘 (2005년~2013년) 유티카 코메츠 (2013년~현재) |
| 경기장                                                | 이스턴 스테이트 콜리시엄 온센터 워 메모리얼 아레나 스프링필드 시빅 센터 |
| 연고지                                                | 매사추세츠주 웨스트 스프링필드 뉴욕주 시러큐스 매사추세츠주 스프링필드 |
| 상징색                                                | 파랑, 빨강, 하양, 초록 |
| 구단주                                                | |
| 단장                                                  | |
| 감독                                                  | |
| NHL 제휴                                              | |
| ECHL 제휴                                             | |
| 정규시즌 우승                                         | 3 (1960, 1961, 1962) |
| 콘퍼런스 우승                                         | |
| 디비전 우승                                           | 6 (1942, 1960, 1961, 1962, 1991, 1992) |
| 칼더 컵                                               | 7 (1960, 1961, 1962, 1971, 1975, 1990, 1991) |
| 영구 결번                                             | |

스프링필드 인디언스/시러큐스 워리어스/스프링필드 킹스(Springfield Indians/Syracuse Warriors/Springfield Kings)는 미국 매사추세츠주 웨스트 스프링필드/뉴욕주 시러큐스/매사추세츠주 스프링필드를 연고지로 하는 1935년부터 1994년까지 AHL 소속되었던 아이스 하키팀이다.
1994년 연고지를 매사추세츠주 우스터 (우스터 아이스캐츠)로 이전했다.

## 역대 홈경기장
| 스프링필드 인디언스/시러큐스 워리어스/스프링필드 킹스 |                             |          |                                |      |
| 경기장                                                | 사용기간                    | 수용인원 | 장소                           | 비고 |
| 이스턴 스테이트 콜리시엄                              | 1935년~1951년 1954년~1972년 | 6,000명  | 매사추세츠주 웨스트 스프링필드 | 빈칸 |
| 온센터 워 메모리얼 아레나                             | 1951년~1954년               | 6,159명  | 뉴욕주 시러큐스                | 빈칸 |
| 스프링필드 시빅 센터                                  | 1972년~1994년               | 6,866명  | 매사추세츠주 스프링필드        | 빈칸 |